# Luckau (Wendland)
Luckau (Wendland) ist ein Dorf bzw. eine Gemeinde im Süden des niedersächsischen Landkreises Lüchow-Dannenberg. Sie gehört zur Samtgemeinde Lüchow (Wendland).
Luckau ist eines der im Wendland zu findenden Rundangerdörfer. Der Name des Ortes stammt vom slawischen lauck und bedeutet Lauch- oder Zwiebelfeld.

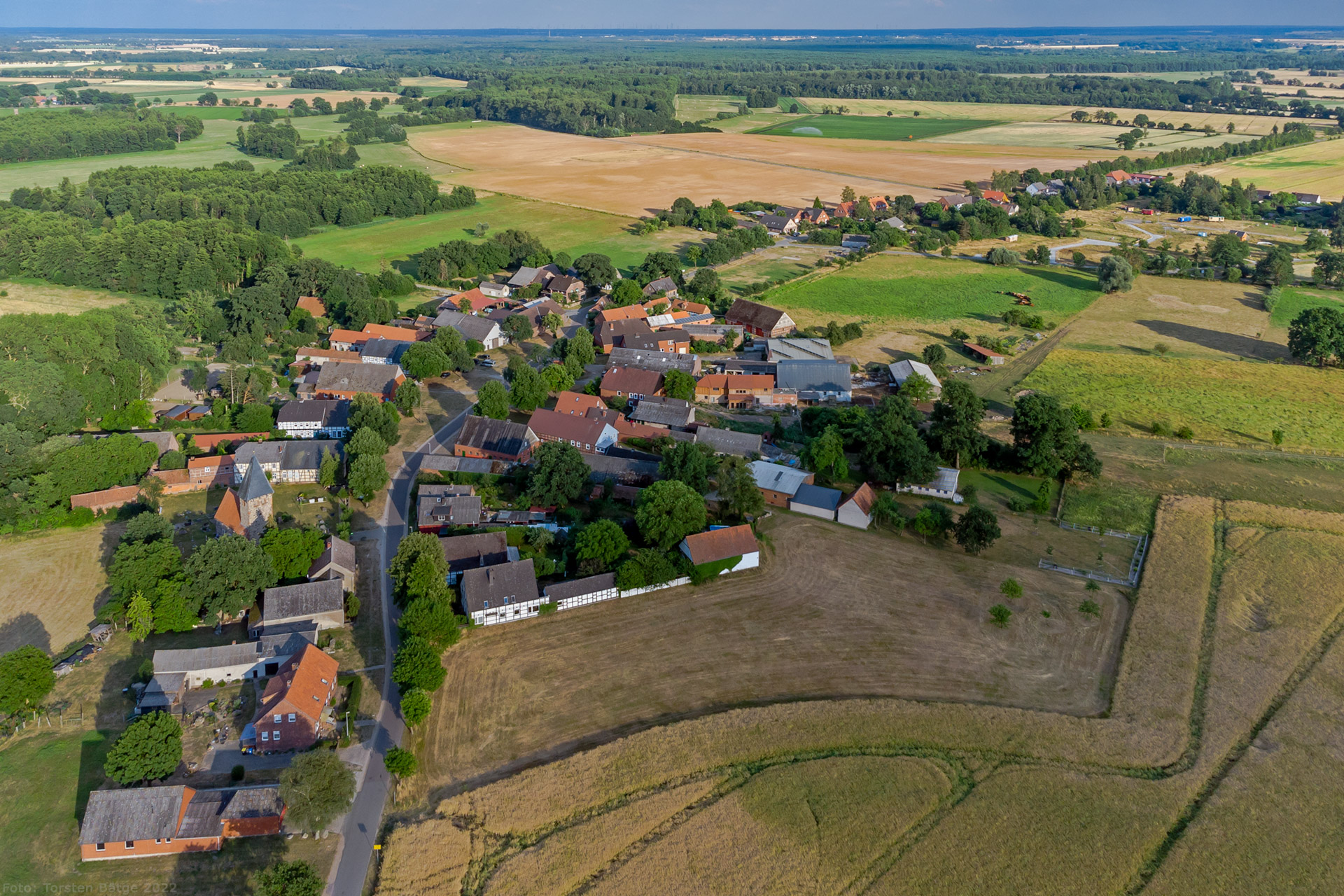
Luckau (Wendland) (Als Kugelpanorama ansehen)

## Geografie

### Geografische Lage
Der Ort liegt im Wendland etwa zehn Kilometer südwestlich der Kreisstadt Lüchow (Wendland). Die südliche Gemeindegrenze bildet die Landesgrenze zwischen Niedersachsen und Sachsen-Anhalt

### Gemeindegliederung
Die Gemeinde Luckau hat folgende Ortsteile:
- Beesem
- Bülitz
- Köhlen
- Kremlin
- Luckau
- Mammoißel als einer der besterhaltenen Rundlinge des Wendlands
- Nauden
- Püggen
- Steine
- Zargleben
- Zeetze

## Eingemeindungen
Am 1. Juli 1972 wurden die Gemeinden Beesem, Bülitz, Köhlen, Kremlin, Nauden, Püggen, Steine und Zeetze eingegliedert.

## Politik
Die Gemeinde Luckau gehört zum Landtagswahlkreis 48 Elbe und zum Bundestagswahlkreis 38 Lüchow-Dannenberg – Lüneburg.

### Gemeinderat
Der Rat der Gemeinde Luckau setzt sich aus neun Mitgliedern zusammen. Die Ratsmitglieder werden durch eine Kommunalwahl für jeweils fünf Jahre gewählt.
Bei der Kommunalwahl 2021 ergab sich folgende Sitzverteilung:
| Gemeinderat 2021Insgesamt 9 Sitze - Grüne: 5 - Unabh.: 1 - CDU: 3 |

## Religionen

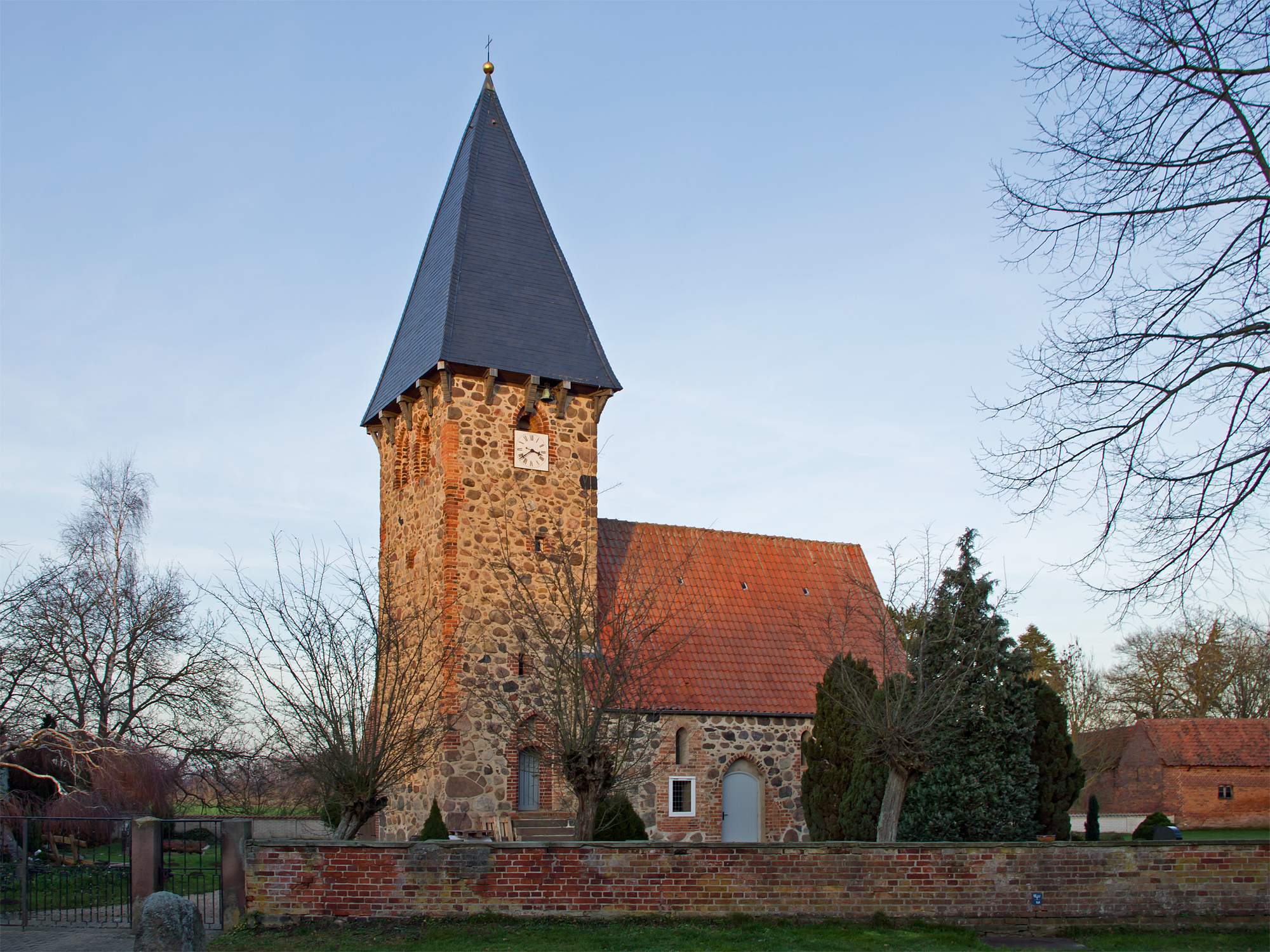
Maria-Magdalena-Kapelle in Luckau

In der Gemeinde gibt es die evangelisch-lutherischen Kirchengemeinden Zeetze und Bülitz mit der Kapellengemeinde Luckau. Sie hatten bis Anfang des Jahrtausends ein gemeinsames Pfarramt in Bülitz mit der Kirchengemeinde Satemin. Heute sind die Kirchengemeinden mit dem Pfarramt in Clenze verbunden. Die drei Gemeinden bilden eine Arbeitsgemeinschaft, um eng miteinander zu kooperieren.
Die Dörfer Köhlen und Kremlin gehören zur Kirchengemeinde Meuchefitz, die mit der Kirchengemeinde Küsten und anderen Gemeinden in einer Arbeitsgemeinschaft und einem gemeinsamen Pfarramt verbunden sind.

## Kultur und Sehenswürdigkeiten
In der Liste der Baudenkmale in Luckau (Wendland) stehen alle Baudenkmale der Gemeinde Luckau.

## Wirtschaft
Die Firma Vogler Fleisch mit Hauptsitz im Ortsteil Steine war einer der größten Arbeitgeber der Region und gehörte zu den größten Schlachtbetrieben Deutschlands.
Nach der Insolvenz im Jahr 2017 wurde der Betrieb in Steine geschlossen, rund 100 Mitarbeiter verloren ihren Arbeitsplatz. Der Gemeinde Luckau ging durch die Insolvenz ihr mit Abstand größter Gewerbesteuerzahler verloren. Im Oktober 2018 beschloss der Gemeinderat, Gespräche mit den Nachbargemeinden Wustrow (Wendland) und Clenze über ein Fusion zu führen, da die Gemeinde aufgrund der fehlenden Gewerbesteuereinnahmen nicht mehr handlungsfähig sei.